# Впусти мене (фільм, 2008)
«Впусти мене» (швед. Låt den rätte komma in) — шведський драматичний фільм жахів режисера Томаса Альфредсона, що вийшов 2008 року. Картина створена на основі однойменного роману шведського письменника Йона Айвіде Ліндквіста (він також написав сценарій до фільму).
Продюсерами були Карл Моліндер і Джон Нордлінґ. Вперше фільм продемонстрували 9 серпня 2011 року у Канаді і США.
В Україні фільм не демонструвався. Переклад та озвученя українською мовою зроблено студією «Омікрон» на замовлення Hurtom.com у вересні 2012 року у рамках проєкту «Хочеш кіно українською? Замовляй!».

## Сюжет
| Дванадцятирічний Оскар живе у невеликому селі недалеко від Стокгольма. Вдень він піддається глузуванням і терпляче зносить принизливі стусани і ляпаси від однокласників, зате потім Оскар мріє про помсту. Одного разу вночі Оскар знайомиться з дівчинкою на ім'я Елі. Вона його нова сусідка. Два вигнанці миттєво стають друзями, Елі вчить Оскара хоробрості, а Оскар будить у ній жагу любові. Але Елі, на жаль, цього недостатньо — її мучить спрага крові. |

## У ролях
| Актор            | Персонаж                  | Роль                               |
| ---------------- | ------------------------- | ---------------------------------- |
| Каре Хедебрант   | Оскар (швед. Oskar)       | 12-річний хлопець, живе з мамою    |
| Ліна Леандерссон | Елі (швед. Eli)           | сусідка Оскара, його одноліток     |
| Пер Рагнар       | Гукен (швед. Håkan)       | старший чоловік, живе разом із Елі |
| Хенрік Даль      | Ерік (швед. Erik)         | батько Оскара                      |
| Карін Бергкуіст  | Івонн (швед. Yvonne)      | мати Оскара                        |
| Пітер Карлберг   | Лаке (швед. Lacke)        | найкращий друг Елі                 |
| Іка Норд         | Віргінія (швед. Virginia) | дівчина Лаке                       |

## Сприйняття

### Критика
Фільм отримав загалом позитивні відгуки: Rotten Tomatoes дав оцінку 98 % на основі 169 відгуків від критиків (середня оцінка 8,2/10) і 89 % від глядачів із середньою оцінкою 4,2/5 (52,022 голоси), Internet Movie Database — 8,0/10 (122 431 голос), Metacritic — 82/100 (30 відгуків криків) і 8,5/10 від глядачів (266 голосів).

### Касові збори
Під час показу, що стартував 24 жовтня 2008 року у Швеції, протягом першого тижня фільм показали у 50 кінотеатрах і він зібрав $332,765, що на той час дозволило йому зайняти 2 місце серед усіх прем'єр у країні. Показ протривав 133 дні (19 тижнів) і закінчився 1 березня 2009 року, зібравши у прокаті у Швеції $1,602,993, а загалом $11,227,336 при бюджеті $4 млн.